# Claude Bazinet
Claude Bazinet (Vingrau, 1930) és un polític nord-català que va ser alcalde de Vingrau pel DVG del 1994 al març del 2008.

## Biografia
El seu pare fou Baptiste Bazinet que va ser regidor i després alcalde de la població al llarg d'un període de vora cinc dècades. En Claude, durant molts anys es guanyà la vida com a adroguer i viticultor al seu poble natal, fins que va ser-ne elegit alcalde el 1994, i reelegit el 1995 amb el 85% dels vots en una candidatura d'oposició a la pedrera de Vingrau.

### L'afer de la pedrera de Vingrau
Bazinet s'implicà personalment en l'afer de la pedrera de marbre blanc que la societat Omya volia fer al circ de Vingrau, i que des del 1990 aixecà una gran controvèrsia entre el Comitè de Defensa de Vingrau i l'empresa (que tenia el suport de Bernard Bonnet, el polèmic prefecte de la regió, d'altres autoritats i d'alguns veïns).Omya, filial francesa del gegant suís Plüss-Staufer, demanava una concessió de 245 acres que permetés reemplaçar la pedrera que tenia al proper Talteüll, que declarava que estava esgotada. Al 30 de novembre del 1995, Bazinet, amb regidors i amics, va començar una llarga vaga de fam en defensa de la vall; tres anys més tard en farien una altra diverses vilatanes. El conflicte s'allargà anys i panys amb intervenció de la policia (unitats de xoc que van carregar contra els opositors i van enviar vuit persones a l'hospital) i de la Justícia (demandes per ocupació il·legal, per obstrucció a la llibertat de treball, per difamació, plets pels costos). Posteriorment, Bazinet va ser elegit novament alcalde el 2001 i reelegit el 2004, fins que a les eleccions del 2008 el substituí en el càrrec Jacques Raynaud.